# Emile Vroome
Emile Oscar Marie Vroome (Vlissingen, 28 november 1886 -  Oostende, 28 juli 1971) was een Belgisch volksvertegenwoordiger.

## Levensloop
De industrieel Vroome werd gemeenteraadslid van Oostende in 1926 en was van 1927 tot 1958 schepen van deze stad.
In 1929 werd hij verkozen tot liberaal volksvertegenwoordiger voor het arrondissement Oostende en vervulde dit mandaat tot in 1932.

## Publicaties
- De evolutie van de Oostendse vissershaven. Een duizendjarige reuzenstrijd, Oostende, 1957.
- Het huwelijk van Neptunus en Oostende, Oostende, 1959.
- Vader en zoon, toneelspel in een bedrijf, Oostende, 1965.